# ГУПВИ
Главное управление по делам военнопленных и интернированных (ГУПВИ) — подразделение НКВД СССР, МВД СССР, осуществлявшее руководство местами заключения военнопленных и интернированных в 1939—1953 годах. Было создано 19 сентября 1939 года как Управление по военнопленным, затем было названо Управлением по делам военнопленных и интернированных (УПВИ), 11 января 1945 года УПВИ было преобразовано в Главное управление по делам военнопленных и интернированных (ГУПВИ), 20 июня 1951 года было вновь преобразовано в Управление по делам военнопленных и интернированных (УПВИ). 
С 1939 по 1953 через лагеря и трудовые отряды военнопленных и интернированных прошло около 4,2 млн. человек, в том числе свыше 2 млн. немецких военнопленных и свыше 600 тыс. японских военнопленных.

## История

### Польский поход РККА и советско-финская война
Управление по военнопленным (УПВ) НКВД СССР было создано на основании приказа наркома внутренних дел Л. П. Берии № 0308 «Об организации лагерей для военнопленных» от 19 сентября 1939 года в связи с Польским походом РККА. Всего в лагеря НКВД поступило 130 242 военнослужащих польской армии. Из них было отпущено из лагерей и отправлено в западные области УССР и БССР 42 400 чел. (32,6 %), передано германским властям — 43 054 чел. (33,1 %), отправлено в распоряжение территориальных УНКВД в апреле — мае 1940 г. через 1-й спецотдел НКВД СССР (расстреляно, смотри статью Катынский расстрел) — 15 131 чел. (11,6 %), отправлено в пункты формирования польской армии Андерса в сентябре — октябре 1941 г. — 25 115 (19,3 %), освобождено не призванных в польскую армию по болезни или отказавшихся в ней служить — 289 чел. (0,2 %), направлено в Актюбинский лагерь лиц, не призванных в польскую армию (в основном из-за немецкой национальности) — 265 чел. (0,2 %), умерло в лагерях — 389 чел. (0,3 %), бежало из лагерей — 1082 чел. (0,8 %), потеряно при эвакуации Львовского лагеря в июле 1940 г. — 1834 чел. (1,4 %), убыло из лагерей по разным причинам (освобождено по заключениям НКВД, арестовано оперорганами и т. п.) — 683 чел. (0,5 %).
За время советско-финской войны 1939—1940 годов, несмотря на приготовления НКВД к приему 30 тыс. пленных, для чего были развернуты 9 приемных пунктов и 6 лагерей (Южский, Юхновский, Путивльский, Темниковский, Оранский и Грязовецкий), советскими войсками в плен было взято лишь 883 (по другим данным, 876) солдата и офицера финской армии. Почти все они (847 человек), за исключением 16 умерших и 20 пленных, пожелавших остаться в СССР, в апреле 1940 года были переданы властям Финляндии в ходе обмена военнопленными. При этом 5468 советских военнослужащих, освобожденных из финского плена, были заключены в Южский лагерь УПИВИ для проведения фильтрационных мероприятий, после чего 414 чел. из них были арестованы (232 чел., в основном представители комсостава, приговорены к расстрелу), 4 354 чел. — осуждены к заключению в исправительно-трудовых лагерях на срок от 5 до 8 лет, 450 чел. — освобождены и переданы в распоряжение Наркомата обороны.
В июле — августе 1940 года в Козельский и Юхновский лагеря УПВИ были заключены военнослужащие бывшей польской армии (5187 человек), интернированные с территории присоединенных к СССР прибалтийских государств. Во второй половине 1940 — первой половине 1941 года в ведение УПВИ были переданы также 227 интернированных французских, британских и бельгийских военнослужащих, совершивших побег из нацистского плена и перешедших на территорию СССР (их освободили после начала Великой Отечественной войны).

### Великая Отечественная война
Начавшаяся 22 июня 1941 года Великая Отечественная война, естественно, изменила состав военнопленных в лагерях УПВИ, куда начали поступать взяты в плен военнослужащие германской армии и ее союзников. Вначале их было немного — на 1 января 1942 года УПВИ приняло от частей РККА лишь 9147 военнопленных.
В начале 1942 года на основании приказа НКВД № 001735 от 28 декабря 1941 года «в целях выявления изменников Родине, шпионов и диверсантов среди военнослужащих Красной Армии, находившихся в плену и окружении противника», были созданы 4 проверочно-фильтрационных спецлагеря НКВД (Грязовецкий, Южский, Тамбовский и Ново-Анненский. Затем их количество возросло, а в июле 1944 года их передали из УПВИ в подчинение ГУЛАГа.
3 августа 1942 года было издано новое «Положение об Управлении НКВД СССР по делам военнопленных и интернированных». Структура УПВИ включала: секретариат, группу кадров, политинструкторскую группу, 1-й отдел (режима и охраны), 2-й отдел (учетно-распределительный), 3-й отдел (хозяйственный), 4-й отдел (санитарный), 5-й отдел (организационно-производственный).
Благодаря незначительному поступлению пленных с фронтов в 1941—1942 годах особых проблем с их размещением не возникало, но ситуация изменилась после Сталинградской битвы, в ходе которой в плен попало 239 775 вражеских солдат и офицеров. в связи с этим на основании приказа НКВД СССР № 0095 от 20 января 1943 года было создано 6 новых лагерей для военнопленных. К марту 1943 года в подчинении УПВИ было уже 35 лагерей, в том числе 11 фронтовых приемно-пересыльных (ФППЛ), 4 офицерских (Оранский № 74, Елабужский № 97, Суздальский № 160 и Грязовецкий № 150) и 20 лагерей для рядового состава. На 15 апреля 1943 года на учете в УПВИ находилось 291 856 военнопленных, но из них лишь 120 082 человека числились в категории живых, а 171 774 значились умершими. Такая большая смертность стала результатом не столько плохих условий содержания в лагерях, сколько крайне плохого физического состояния попавших в окружение под Сталинградом вражеских военнослужащих на момент пленения. При этом следует указать, что в системе УПВИ были созданы специальные госпитали для военнопленных.
В конце 1944 года руководство приняло решение о принудительной отправке на работы в СССР трудоспособного немецкого населения, находящегося на занятой советскими войсками территории Германии, Румынии, Югославии, Венгрии, Болгарии и Чехословакии. В результате было задержано, мобилизовано и интернировано в СССР 208 239 лиц немецкой национальности, в том числе 157 тыс. мужчин и 51 тыс. женщин. Они были сведены в 220 рабочих батальонов, подчиненных ГУПВИ. В результате в феврале 1945 года в составе ГУПВИ было организовано два управления: Управление по делам военнопленных и Управление по делам интернированных и мобилизованных.
1945 год стал годом наибольшего поступления военнопленных в СССР Если за 1941—1944 годы лагеря военнопленных приняли менее 1 млн человек, то за один лишь 1945 год их поступило более 2 млн.

### Послевоенные годы
На 1 июля 1945 года численность военнопленных в СССР достигла максимума — 2 658 469 человек, из которых немецких было 1 836 315 человек, а прочие были военнослужащими армий союзников нацистской Германии.
В начале 1946 года ГУПВИ имело в своей структуре 267 лагерей для военнопленных (11 офицерских, 199 — для военнопленных армий Германии и ее союзников (за исключением Японии), 49 — для японских военнопленных, 8 смешанных лагерей) и 6 спецобъектов (где содержались генералы и офицеры противника, представлявшие оперативный или политический интерес).
Еще 24 января 1944 года была издана директива УПВИ НКВД СССР «О выявлении среди военнопленных участников совершения зверств», предписывавшая «мобилизовать внимание всего оперативного состава лагерей» на «выявление оперативным и следственным путем участников совершения зверств» и документирование их преступной деятельности. В 1949 году был решен вопрос о дальнейшей судьбе военнопленных, находившихся на оперативном учете (служивших в СС, СА, СД, в полиции, жандармерии, разведывательных и контрразведывательных органах противника) и не подлежавших репатриации. Их сконцентрировали в 7 лагерях: № 27 (Красногорск), № 62 (Киев), № 74 (Горьковская область), № 168 (Минск), № 185 (Ивановская область), № 270 (Новгородская область), № 437 (Вологодская область). С 1945 по 1950 год было репатриировано 3 334 696 военнопленных и 214 924 интернированных. При этом в лагерях ГУПВИ оставалось почти 20 тыс. иностранцев, осужденных за различные преступления, и на основании приказа МВД СССР № 00642 от 20 октября 1950 года 12 лагерей военнопленных были преобразованы в лагеря для осужденных военнопленных и интернированных.
В апреле 1953 года межведомственная комиссия МВД, МИД СССР и Прокуратуры СССР приняла решение освободить 16 547 иностранцев, в том числе 6162 военнопленных и интернированных, «дальнейшее содержание которых не вызывалось необходимостью». В связи с этим 20 апреля 1953 года Управление по делам военнопленных МВД СССР было упразднено. 18 января 1956 года МВД СССР доложило об окончании репатриации германских граждан, осужденных за военные преступления. 13 декабря 1956 года был издан указ Президиума Верховного Совета СССР об амнистии осужденных в СССР японских граждан. Последняя партия японских пленных в количестве 1025 человек была передана японским властям 23 декабря 1956 года в порту Находка.

## Руководство[4]
- 1939—1943: Сопруненко, Пётр Карпович
- 1943—1945: Петров, Иван Алексеевич
- 1945—1947: Кривенко, Михаил Спиридонович
- 1947—1949: Филиппов, Тарас Филиппович
- 1949—1950: Петров, Иван Алексеевич
- 1950—1953: Кобулов, Амаяк Захарович